# Agrilus subcuneiformis
Agrilus subcuneiformis es una especie de insecto del género Agrilus, familia Buprestidae, orden Coleoptera.
Fue descrita científicamente por Kurosawa, 1954.